# Listă de filme de acțiune din 2009
Aceasta este o listă de filme de acțiune din 2009:
| Titlu                                 | Regizor                             | Actori                                                                              | Țară | Sub-Gen/Note            |
| ------------------------------------- | ----------------------------------- | ----------------------------------------------------------------------------------- | --- | ----------------------- |
| 12 Rounds                             | Renny Harlin                        | John Cena, Steve Harris, Ashley Scott                                               | Statele Unite ale Americii                                                                                 | [ 1 ]                   |
| Angel of Death                        | Paul Etheredge                      | Zoë Bell, Jake Abel, Brian Poth                                                     | Statele Unite ale Americii                                                                                 | [ 2 ]                   |
| Assault Girls                         | Mamoru Oshii                        | Rinko Kikuchi                                                                       | Japonia | [ 3 ]                   |
| Avatar                                | James Cameron                       | Sam Worthington, Sigourney Weaver, Michelle Rodriguez, Giovanni Ribisi, Zoe Saldana | Statele Unite ale Americii                                                                                 | Science fiction acțiune |
| Bangkok Adrenaline                    | Raimund Huber                       | Daniel O'Neill, Praya Suandokemai, Gwion Jacob Miles                                | Thailanda                                                                                                  | [ 5 ]                   |
| Bitch Slap                            | Rick Jacobson                       | Julia Voth, Erin Cummings, America Olivo                                            | Statele Unite ale Americii                                                                                 | [ 6 ]                   |
| Black Dynamite                        | Scott Sanders                       | Michael Jai White, Kym E. Whitley, Tommy Davidson                                   | Statele Unite ale Americii                                                                                 | [ 7 ]                   |
| Black Lightning                       | Dmitri Kiselev, Alexander Voitinsky |                                                                                     | Rusia | [ 8 ]                   |
| Bodyguards and Assassins              | Teddy Chan                          | Donnie Yen, Nicholas Tse, Leon Lai                                                  | Hong Kong · Republica Populară Chineză                                                                     | [ 9 ]                   |
| Crank: High Voltage                   | Mark Neveldine, Brian Taylor        | Jason Statham, Amy Smart, Clifton Collins Jr.                                       | Statele Unite ale Americii                                                                                 | [ 10 ]                  |
| District 9                            | Neill Blomkamp                      | Sharlto Copley                                                                      | Statele Unite ale Americii · Noua Zeelandă                                                                 | Science fiction acțiune |
| District B13 Ultimatum                | Patrick Alessandrin                 | David Belle, Cyril Raffaelli, Philippe Torreton                                     | Franța | [ 12 ]                  |
| Dragonball Evolution                  | James Wong                          | Justin Chatwin, James Marsters, Emmy Rossum                                         | Australia · Statele Unite ale Americii · Hong Kong · Regatul Unit al Marii Britanii și al Irlandei de Nord | [ 13 ]                  |
| Echelon Conspiracy                    | Greg Marcks                         | Shane West, Ving Rhames, Martin Sheen                                               | Statele Unite ale Americii                                                                                 | acțiune thriller        |
| Fast & Furious                        | Justin Lin                          | Paul Walker, Vin Diesel, Jordana Brewster                                           | Statele Unite ale Americii                                                                                 | [ 15 ]                  |
| Fighting                              | Dito Montiel                        | Channing Tatum, Terrence Howard                                                     | Statele Unite ale Americii                                                                                 | [ 16 ]                  |
| Fireball                              | Thanakorn Pongsuwan                 | Preeti Barameeanan, Phutharit Prombundarn, Khanutra Chuchuaysuwan                   | Thailanda                                                                                                  | [ 17 ]                  |
| Gamer                                 | Mark Neveldine, Brian Taylor        | Gerard Butler, Milo Ventimiglia                                                     | Statele Unite ale Americii                                                                                 | Science fiction acțiune |
| G.I. Joe: The Rise of Cobra           | Stephen Sommers                     | Channing Tatum, Joseph Gordon-Levitt, Sienna Miller                                 | Statele Unite ale Americii                                                                                 | [ 19 ]                  |
| Give 'Em Hell, Malone                 | Russell Mulcahy                     | Thomas Jane, Ving Rhames, Elsa Pataky                                               | Statele Unite ale Americii                                                                                 | [ 20 ]                  |
| Kung Fu Cyborg                        | Jeffrey Lau                         | Eric Tsang, Law Kar-ying, Wu Jing                                                   | Hong Kong · Republica Populară Chineză                                                                     | [ 21 ]                  |
| Marine Boy                            | Yoon Jong-seok                      | Kim Kang-woo, Park Si-Hyeon, Jo Jae-hyeon                                           | Coreea de Sud                                                                                              | acțiune thriller        |
| Merantau                              | Gareth Evans                        | Iko Uwais, Sisca Jessica, Mads Koudal                                               | Indonezia                                                                                                  | [ 23 ]                  |
| Ninja                                 | Isaac Florentine                    | Scott Adkins, Tsuyoshi Ihara, Garick Hagon                                          | Statele Unite ale Americii                                                                                 | [ 24 ]                  |
| Ninja Assassin                        | James McTeigue                      | Rain, Naomie Harris, Ben Miles                                                      | Statele Unite ale Americii                                                                                 | [ 25 ]                  |
| Paul Blart: Mall Cop                  | Steve Carr                          | Kevin James, Keir O'Donnell, Jayma Mays                                             | Statele Unite ale Americii                                                                                 | acțiune, comedie        |
| Power Kids                            | Kridsanapong Radchata               | Nuntawut Boonrubsub, Sasisa Jindamanee, Phethai Wongkhamlao                         | Thailanda                                                                                                  | [ 27 ]                  |
| Push                                  | Paul McGuigan                       | Chris Evans, Dakota Fanning, Camilla Belle, Djimon Hounsou                          | Statele Unite ale Americii · Hong Kong                                                                     | Science fiction acțiune |
| Raging Phoenix                        | Rashan Limtrakul                    | Yanin Vismitananda, Patrick Tang, Nui Sandang                                       | Thailanda                                                                                                  | [ 29 ]                  |
| RoboGeisha                            | Noboru Iguchi                       | Yoshihiro Nishimura, Naoto Takenaka, Asami                                          | Japonia | Science fiction acțiune |
| Running Turtle                        | Lee Yeong-woo                       | Kim Yoon-seok, Jeong Gyeong-ho, Kyeon Miri                                          | Coreea de Sud                                                                                              | [ 31 ]                  |
| Samurai Princess                      | Kengo Kaji                          | Aino Kishi, Dai Mizuno, Asuka Katoaka                                               | Japonia | Science fiction         |
| Sherlock Holmes                       | Guy Ritchie                         | Robert Downey Jr., Jude Law, Rachel McAdams                                         | Statele Unite ale Americii                                                                                 | [ 33 ]                  |
| The Sniper                            | Dante Lam                           | Richie Jen, Huang Xiaoming, Edison Chen                                             | Hong Kong                                                                                                  | [ 34 ]                  |
| Star Trek                             | J. J. Abrams                        | Chris Pine, Zachary Quinto, Eric Bana                                               | Statele Unite ale Americii                                                                                 | Science fiction acțiune |
| The Storm Warriors                    | Danny Pang, Oxide Pang Chun         | Ekin Cheng, Aaron Kwok, Simon Yam                                                   | Hong Kong                                                                                                  | [ 36 ]                  |
| Street Fighter: The Legend of Chun Li | Andrzej Bartkowiak                  | Kristin Kreuk, Michael Clarke Duncan, Neal McDonough                                | Statele Unite ale Americii                                                                                 | [ 37 ]                  |
| Surrogates                            | Jonathan Mostow                     | Bruce Willis, Radha Mitchell, Rosamund Pike                                         | Statele Unite ale Americii                                                                                 | acțiune thriller        |
| Terminator Salvation                  | McG                                 | Christian Bale, Sam Worthington, Bryce Dallas Howard, Helena Bonham Carter          | Statele Unite ale Americii                                                                                 | Science fiction acțiune |
| The Tournament                        | Scott Mann                          | Robert Carlyle, Ving Rhames, Kelly Hu                                               | Statele Unite ale Americii                                                                                 | acțiune thriller        |
| Transformers: Revenge of the Fallen   | Michael Bay                         | Shia LaBeouf, Megan Fox, Josh Duhamel                                               | Statele Unite ale Americii                                                                                 | [ 41 ]                  |
| Turning Point                         | Herman Yau                          | Michael Tse, Anthony Wong, Francis Ng                                               | Hong Kong                                                                                                  | [ 42 ]                  |
| Underworld: Rise of the Lycans        | Patrick Tatopoulos                  | Rhona Mitra, Bill Nighy, Michael Sheen                                              | Statele Unite ale Americii                                                                                 | [ 43 ]                  |
| Universal Soldier: Regeneration       | John Hyams                          | Jean-Claude Van Damme, Dolph Lundgren, Andrei Arlovski                              | Statele Unite ale Americii                                                                                 | [ 44 ]                  |
| Vengeance                             | Johnny To                           | Cheung Siu Fai, Johnny Hallyday, Ng Yuk-sau                                         | Republica Populară Chineză · Franța · Hong Kong                                                            | acțiune thriller        |
| X-Men Origins: Wolverine              | Gavin Hood                          | Hugh Jackman, Ryan Reynolds, Liev Schreiber                                         | Statele Unite ale Americii                                                                                 | [ 46 ]                  |